# سلطانغة (عباس الغربي)
سلطانغة (بالفارسية: سلطانگه) هي مستوطنة تقع في إيران في قسم عباس الغربي الريفي. يقدر عدد سكانها بـ 407 نسمة .